# Eleições municipais de Campo Grande em 2012
As eleições municipais da cidade brasileira de Campo Grande em 2012 foram responsáveis por eleger um prefeito, um vice-prefeito e 29 vereadores para a administração da cidade e a votação se deu em dois turnos: o primeiro deles aconteceu em 7 de outubro e o segundo foi realizado 28 de outubro. 
Os candidatos que disputaram o primeiro turno foram: Alcides Bernal (PP), Edson Giroto (PMDB), Marcelo Bluma (PV), Reinaldo Azambuja (PSDB), Sidney Melo (PSOL), Suel Ferranti (PSTU) e Vander Loubet (PT), já a disputa do segundo turno ficou por conta dos candidatos Alcides Bernal (PP) e Edson Giroto (PMDB) sendo vencida pelo candidato do PP, Alcides Bernal, com 62,55% dos votos válidos, enquanto Edson Giroto (PMDB) foi derrotado com 37,45% dos votos válidos.
Antes das eleições o prefeito era Nelson Trad Filho, do PMDB, que terminou seu mandato em 31 de dezembro de 2012 e não poderia concorrer à reeleição. 

## Candidatos
| Nº | Candidato         | Partido | Vice-candidato           | Coligação |
| -- | ----------------- | ------- | ------------------------ | --- |
| 11 | Alcides Bernal    | PP      | Gilmar Olarte (PP)       | Partido não coligado Partido Progressista (PP) |
| 15 | Edson Giroto      | PMDB    | Dagoberto Nogueira (PDT) | Mais Trabalho por Campo Grande Partido do Movimento Democrático Brasileiro (PMDB) Partido Democrático Trabalhista (PDT) Partido da República (PR) Democratas (DEM) Partido Socialista Brasileiro (PSB) Partido Social Democrático (PSD) Partido Trabalhista Brasileiro (PTB) Partido Trabalhista Cristão (PTC) Partido Republicano Brasileiro (PRB) Partido Social Liberal (PSL) Partido Pátria Livre (PPL) Partido Republicano Progressista (PRP) Partido Social Democrata Cristão (PSDC) Partido Renovador Trabalhista Brasileiro (PRTB) Partido Comunista do Brasil (PC do B) Partido Trabalhista do Brasil (PT do B) |
| 43 | Marcelo Bluma     | PV      | Fernanda Fialho (PV)     | Partido não coligado Partido Verde (PV) |
| 45 | Reinaldo Azambuja | PSDB    | Athayde Nery (PPS)       | Novo Tempo Partido da Social Democracia Brasileira (PSDB) Partido Popular Socialista (PPS) Partido da Mobilização Nacional (PMN) Partido Trabalhista Nacional (PTN) Partido Humanista da Solidariedade (PHS) |
| 50 | Sidney Melo       | PSOL    | Lucien Rezende (PSOL)    | Partido não coligado Partido Socialismo e Liberdade (PSOL) |
| 16 | Suél Ferranti     | PSTU    | Michelle Machado (PSTU)  | Partido não coligado Partido Socialista dos Trabalhadores Unificado (PSTU) |
| 13 | Vander Loubet     | PT      | Cabo Almi (PT)           | Partido não coligado Partido dos Trabalhadores (PT) |

### Pesquisas

#### 1º turno
| Data       | Instituto       | Alcides Bernal (PP) | Edson Giroto (PMDB) | Reinaldo Azambuja (PSDB) | Vander Loubet (PT) | Marcelo Bluma (PV) | Sidney Melo (PSOL) | Suél Ferranti (PSTU) | Brancos/nulos | Não souberam/Não opinaram |
| ---------- | --------------- | ------------------- | ------------------- | ------------------------ | ------------------ | ------------------ | ------------------ | -------------------- | ------------- | ------------------------- |
| 23/07/2012 | DATAmax/Televox | 32%                 | 22%                 | 13%                      | 6%                 | 1%                 | 0%                 | 0%                   | 4%            | 22%                       |
| 29/07/2012 | Idope           | 25,27%              | 24,48%              | 4,88%                    | 7,56%              | 1,09%              | 0,60%              | 0,30%                | 6,17%         | -                         |
| 03/08/2012 | DATAmax         | 31%                 | 25,4%               | 5%                       | 8,3%               | 1,3%               | 0,2%               | 0,2%                 | 4%            | 24,6%                     |
| 14/08/2012 | Ipems           | 31,33%              | 37,33%              | 7,33%                    | 8,83%              | 0,83%              | 0,17%              | 0,67%                | -             | 13,5%                     |
| 16/08/2012 | Ibope           | 30%                 | 37%                 | 5%                       | 7%                 | 1%                 | 1%                 | 0%                   | 7%            | 11%                       |
| 17/08/2012 | DATAmax         | 26,3%               | 28,5%               | 4,8%                     | 7,7%               | 1,5%               | -                  | 0,2%                 | 4,6%          | 26,5%                     |
| 29/08/2012 | DATAmax         | 32,1%               | 33,8%               | 6%                       | 9,4%               | 1,5%               | -                  | 0,6%                 | 1,9%          | 14,8%                     |
| 18/09/2012 | Ibope           | 30%                 | 38%                 | 11%                      | 6%                 | 1%                 | 1%                 | -                    | 7%            | 6%                        |
| 24/09/2012 | Ipems           | 32,25%              | 35,88%              | 12,1%                    | 6,25%              | 0,5%               | 0,3                | 0,5%                 | -             | 12,1%                     |
| 24/09/2012 | Ibope           | 35%                 | 31%                 | 12%                      | 7%                 | 1%                 | -                  | -                    | 6%            | 8%                        |
| 25/09/2012 | DATAmax         | 33,1%               | 30,3%               | 10%                      | 7,8%               | 0,9%               | 0,1%               | -                    | 3,4%          | 14,3%                     |
| 30/09/2012 | Atlas           | 35,32%              | 30,36%              | 12,9%                    | 6,15%              | 0,6%               | 0,6%               | 0%                   | 4,17%         | 9,9%                      |
| 01/10/2012 | DATAmax         | 40,5%               | 24,4%               | 13,7%                    | 5,5%               | 0,1%               | 0,4%               | 0,8%                 | 2,5%          | 12%                       |
| 05/10/2012 | Ipems           | 36,88%              | 29,75%              | 13,63%                   | 4,75%              | 1%                 | 0,38%              | 1,5%                 | 12%           | 9,6%                      |
| 06/10/2012 | Ibope           | 39%                 | 27%                 | 14%                      | 5%                 | 2%                 | -                  | -                    | 4%            | 9%                        |
| 07/10/2012 | Ipems           | 39,93%              | 35,31%              | 17,33%                   | 5,74%              | 0,85%              | 0,47%              | 0,38%                | -             | -                         |

#### 2º turno
| Data       | Instituto | Alcides Bernal (PP) | Edson Giroto (PMDB) | Brancos/nulos | Não souberam/Não opinaram |
| ---------- | --------- | ------------------- | ------------------- | ------------- | ------------------------- |
| 15/10/2012 | DATAmax   | 60,7%               | 27,3%               | 3,4%          | 8,6%                      |
| 19/10/2012 | Ibope     | 63%                 | 30%                 | 3%            | 4%                        |
| 22/10/2012 | DATAmax   | 62,6%               | 28,2%               | 3,7%          | 5,5%                      |
| 25/10/2012 | Ipems     | 53,33%              | 34,33%              | 4,84%         | 1,5%                      |
| 27/10/2012 | DATAmax   | 58,95%              | 33,94%              | 3,14%         | 7,62%                     |
| 27/10/2012 | Ibope     | 56%                 | 34%                 | 4%            | 6%                        |
| 28/10/2012 | Ipems     | 55,3%               | 35,3%               | -             | -                         |

## Debates (televisionados ou não)

### 1º turno
| Data       | Organizador(es)                                                                        | Mediador(a)                     | Alcides Bernal (PP)    | Edson Giroto (PMDB) | Marcelo Bluma (PV) | Reinaldo Azambuja (PSDB) | Sidney Melo (PSOL) | Suél Ferranti (PSTU) | Vander Loubet (PT)     |
| ---------- | -------------------------------------------------------------------------------------- | ------------------------------- | ---------------------- | ------------------- | ------------------ | ------------------------ | ------------------ | -------------------- | ---------------------- |
| 10/09/2012 | RBV News e TV Imaculada Conceição                                                      | Pio Lopez                       | Presente               | Presente            | Presente           | Presente                 | Presente           | Presente             | Presente               |
| 12/09/2012 | Associação Pestalozzi                                                                  | —                               | Ausente                | Presente            | Presente           | Presente                 | Presente           | Presente             | Ausente                |
| 14/09/2012 | Movimento Interfóruns de Educação Infantil (MIEIB)                                     | —                               | Ausente                | Presente            | Presente           | Presente                 | Presente           | Presente             | Presente               |
| 15/09/2012 | TV Guanandi                                                                            | Flávia Vicuña                   | Presente               | Presente            | Presente           | Presente                 | Presente           | Presente             | Presente               |
| 17/09/2012 | Sindicato Rural de Campo Grande                                                        | —                               | Presente               | Presente            | Presente           | Presente                 | Presente           | Ausente              | Presente               |
| 18/09/2012 | Sindicato Campo-Grandense dos Profissionais da Educação Pública (ACP)                  | —                               | Presente               | Presente            | Presente           | Presente                 | Presente           | Ausente              | Presente               |
| 19/09/2012 | Conselho Municipal de Saúde de Campo Grande                                            | —                               | Representado pelo vice | Presente            | Ausente            | Representado pelo vice   | Presente           | Presente             | Representado pelo vice |
| 24/09/2012 | Arquidiocese de Campo Grande, Universidade Católica Dom Bosco e TV Imaculada Conceição | Prof. Dr. Heitor Romero Marques | Presente               | Presente            | Presente           | Presente                 | Presente           | Presente             | Presente               |
| 04/10/2012 | TV Morena                                                                              | Luzimar Collares                | Presente               | Presente            | Presente           | Presente                 | Presente           | Não convidado        | Presente               |

### 2º turno
| Data       | Organizador(es)                                            | Mediador(a)      | Alcides Bernal (PP)           | Edson Giroto (PMDB)           |
| ---------- | ---------------------------------------------------------- | ---------------- | ----------------------------- | ----------------------------- |
| 22/10/2012 | RBV News, TV Imaculada Conceição e Rádio Transamérica Hits | Pio Lopez        | Cancelado pelos organizadores | Cancelado pelos organizadores |
| 23/10/2012 | SBT MS                                                     | Carmen Cestari   | Ausente                       | Presente                      |
| 24/10/2012 | TV Guanandi                                                | Flávia Vicuña    | Ausente                       | Presente                      |
| 26/10/2012 | TV Morena                                                  | Luzimar Collares | Presente                      | Presente                      |

## Resultados

### Prefeito
| Candidato(a)             | Vice                           | 1º turno 7 de outubro de 2012 | 1º turno 7 de outubro de 2012 | 2º turno 28 de outubro de 2012 | 2º turno 28 de outubro de 2012 |
| Candidato(a)             | Vice                           | Total                         | Percentagem                   | Total                          | Percentagem                    |
| ------------------------ | ------------------------------ | ----------------------------- | ----------------------------- | ------------------------------ | ------------------------------ |
| Alcides Bernal (PP)      | Gilmar Olarte (PP)             | 176.288                       | 40,18%                        | 270.927                        | 62,55%                         |
| Edson Giroto (PMDB)      | Dagoberto Nogueira Filho (PDT) | 122.813                       | 27,99%                        | 162.212                        | 37,45%                         |
| Reinaldo Azambuja (PSDB) | Athayde Nery (PPS)             | 113.629                       | 25,9%                         | Não participou                 | Não participou                 |
| Vander Loubet (PT)       | Cabo Almi (PT)                 | 21.377                        | 4,87%                         | Não participou                 | Não participou                 |
| Marcelo Bluma (PV)       | Fernanda Fialho (PV)           | 3.284                         | 0,75%                         | Não participou                 | Não participou                 |
| Suél Ferranti (PSTU)     | Michelle Machado (PSTU)        | 1.380                         | 0,31%                         | Não participou                 | Não participou                 |
| Professor Sidney (PSOL)  | Lucien Rezende (PSOL)          | 0                             | 0%                            | Não participou                 | Não participou                 |
| → Total de votos válidos | → Total de votos válidos       | 438.771                       | 93,56%                        | 433.139                        | 94,66%                         |
| → Votos em branco        | → Votos em branco              | 11.345                        | 2,42%                         | 9.443                          | 2,06%                          |
| → Votos nulos            | → Votos nulos                  | 18.843                        | 4,02%                         | 14.982                         | 3,27%                          |
| Total                    | Total                          | 468.959                       | 81.47%                        | 457.564                        | 81.47%                         |
| Abstenções               | Abstenções                     | 92.671                        | 16,5%                         | 104.066                        | 18,53%                         |
| Total de inscritos       | Total de inscritos             | 561.630                       | 100%                          | 561.630                        | 100%                           |

#### Gráficos
| Primeiro turno - Esquema Gráfico | Primeiro turno - Esquema Gráfico | Primeiro turno - Esquema Gráfico | Primeiro turno - Esquema Gráfico | Primeiro turno - Esquema Gráfico |
| -------------------------------- | -------------------------------- | -------------------------------- | -------------------------------- | -------------------------------- |
|                                  |                                  |                                  |                                  |                                  |
| Alcides Bernal                   | Alcides Bernal                   |                                  | 40,18%                           | 40,18%                           |
| Edson Giroto                     | Edson Giroto                     |                                  | 27,99%                           | 27,99%                           |
| Reinaldo Azambuja                | Reinaldo Azambuja                |                                  | 25,90%                           | 25,90%                           |
| Vander Loubet                    | Vander Loubet                    |                                  | 4,87%                            | 4,87%                            |
| Marcelo Bluma                    | Marcelo Bluma                    |                                  | 0,75%                            | 0,75%                            |
| Suél Ferranti                    | Suél Ferranti                    |                                  | 0,31%                            | 0,31%                            |
| Professor Sidney                 | Professor Sidney                 |                                  | 0,00%                            | 0,00%                            |
| Brancos e Nulos                  | Brancos e Nulos                  |                                  | 6,44%                            | 6,44%                            |
| Abstenções                       | Abstenções                       |                                  | 16,50%                           | 16,50%                           |

| Segundo turno - Esquema Gráfico | Segundo turno - Esquema Gráfico | Segundo turno - Esquema Gráfico | Segundo turno - Esquema Gráfico | Segundo turno - Esquema Gráfico |
| ------------------------------- | ------------------------------- | ------------------------------- | ------------------------------- | ------------------------------- |
|                                 |                                 |                                 |                                 |                                 |
| Alcides Bernal                  | Alcides Bernal                  |                                 | 62,55%                          | 62,55%                          |
| Edson Giroto                    | Edson Giroto                    |                                 | 37,45%                          | 37,45%                          |
| Brancos e Nulos                 | Brancos e Nulos                 |                                 | 10,67%                          | 10,67%                          |
| Abstenções                      | Abstenções                      |                                 | 18,53%                          | 18,53%                          |

### Vereadores
Os eleitos foram remanejados pelo coeficiente eleitoral destinado a cada coligação. Abaixo a lista com o número de vagas e os candidatos eleitos. O ícone  indica os que foram reeleitos.
| Candidato(a)         | Partido | Coligação                      | Votação        |     |                                |      |
| -------------------- | ------- | ------------------------------ | -------------- | --- | ------------------------------ | ---- |
| Candidato(a)         | Partido | Coligação                      | Airton Saraiva | DEM | Mais Trabalho por Campo Grande | 6202 |
| Alceu Bueno          | PSL     | Mais Trabalho por Campo Grande | 4089           |     |                                |      |
| Ayrton de Araújo     | PT      | —                              | 3008           |     |                                |      |
| Carla Stephanini     | PMDB    | Mais Trabalho por Campo Grande | 5938           |     |                                |      |
| Carlão               | PSB     | Mais Trabalho por Campo Grande | 6491           |     |                                |      |
| Cazuza               | PP      | —                              | 2824           |     |                                |      |
| Chiquinho Telles     | PSD     | Mais Trabalho por Campo Grande | 3729           |     |                                |      |
| Chocolate, o Jarbas  | PP      | —                              | 2508           |     |                                |      |
| Coringa              | PSD     | Mais Trabalho por Campo Grande | 3127           |     |                                |      |
| Doutor Jamal         | PR      | Mais Trabalho por Campo Grande | 6552           |     |                                |      |
| Delei Pinheiro       | PSD     | Mais Trabalho por Campo Grande | 6939           |     |                                |      |
| Edil Albuquerque     | PMDB    | Mais Trabalho por Campo Grande | 8426           |     |                                |      |
| Edson Shimabukuro    | PTB     | Mais Trabalho por Campo Grande | 2828           |     |                                |      |
| Eduardo Romero       | PT do B | Mais Trabalho por Campo Grande | 3506           |     |                                |      |
| Elizeu Dionizio      | PSL     | Mais Trabalho por Campo Grande | 5983           |     |                                |      |
| Flávio César         | PTdoB   | Mais Trabalho por Campo Grande | 6514           |     |                                |      |
| Gilmar Neri da Cruz  | PRB     | Mais Trabalho por Campo Grande | 6014           |     |                                |      |
| Grazielle Machado    | PR      | Mais Trabalho por Campo Grande | 6194           |     |                                |      |
| Herculano Borges     | PSC     | Mais Trabalho por Campo Grande | 6194           |     |                                |      |
| Luiza Ribeiro        | PPS     | Novo Tempo                     | 3322           |     |                                |      |
| Mario Cesar          | PMDB    | Mais Trabalho por Campo Grande | 5487           |     |                                |      |
| Otávio Trad          | PT do B | Mais Trabalho por Campo Grande | 4891           |     |                                |      |
| Professor João Rocha | PSDB    | Novo Tempo                     | 5498           |     |                                |      |
| Professora Rose      | PSDB    | Novo Tempo                     | 10813          |     |                                |      |
| Paulo Pedra          | PDT     | Mais Trabalho por Campo Grande | 4307           |     |                                |      |
| Paulo Siufi          | PMDB    | Mais Trabalho por Campo Grande | 10117          |     |                                |      |
| Thaís Helena         | PT      | —                              | 3346           |     |                                |      |
| Vanderlei Cabeludo   | PMDB    | Mais Trabalho por Campo Grande | 5414           |     |                                |      |
| Zeca do PT           | PT      | —                              | 13010          |     |                                |      |